# De Christiana expeditione apud Sinas
De Christiana expeditione apud Sinas suscepta ab Societate Jesu... (in italiano: "Sulla missione cristiana tra i cinesi intrapresa dalla Compagnia di Gesù ...") è un libro basato su un manoscritto in italiano scritto dal missionario gesuita in Cina, Matteo Ricci (1552-1610), ampliato e tradotto in latino dal suo correligionario Nicolas Trigault (1577-1628). Il libro fu pubblicato per la prima volta nel 1615 ad Augusta.
Il titolo completo del libro è De Christiana expeditione apud sinas suscepta ab Societate Jesu. Ex P. Matthaei Riccii eiusdem Societatis commentariis Libri V: Ad S.D.N. Paulum V. In Quibus Sinensis Regni mores, leges, atque instituta, & novae illius Ecclesiae difficillima primordia accurate & summa fide describuntur auctore P. Nicolao Trigautio, Belga, ex eadem Societate ("La spedizione Cristiana tra i cinesi intrapresa dalla Compagnia di Gesù tratta dai commentari in cinque libri di P. Matteo Ricci della stessa Società e dedicata a papa Paolo V... in cui sono descritti accuratamente e con grande fedeltà i costumi, le leggi e i principi del regno cinese e i difficilissimi inizi della nuova Chiesa, opera di P. Nicolas Trigault, fiammingo, della stessa Società,"). Come indica il titolo, l'opera conteneva una panoramica della geografia, della politica e della cultura della filosofia e delle religioni della Cina sotto i Ming, e descriveva la storia dell'introduzione del cristianesimo in Cina (principalmente ad opera dello stesso Ricci e dei suoi compagni gesuiti). Il libro descriveva l'approccio di Ricci per diffondere il cristianesimo sul suolo cinese: una politica "accomodazionista", come la definirono studiosi successivi, basata sulla premessa dell'essenziale compatibilità tra cristianesimo e confucianesimo. Con alcuni cambiamenti , questa politica continuò a guidare i missionari gesuiti in Cina per tutto il secolo successivo.
Il primo grande libro pubblicato in Europa da un autore che non solo parlava correntemente cinese e conosceva la cultura cinese, ma aveva anche viaggiato in gran parte del paese, il lavoro di Ricci-Trigault fu molto popolare e se ne contano almeno 16 edizioni in varie lingue europee nei decenni successivi alla sua prima pubblicazione.

## Storia del libro
Il libro è basato principalmente su "diari" scritti dal gesuita italiano Matteo Ricci (1552-1610) durante i suoi 27 anni di residenza in Cina (1583-1610). Dopo la morte di Ricci, i suoi scritti, composti in italiano, furono trovati dai suoi compagni gesuiti nel suo ufficio di Pechino. Ne vennero immediatamente fatte una copia manoscritta e una traduzione in portoghese.
Nel 1612, il Superiore della Missione cinese, Niccolò Longobardi nominò un altro gesuita, Nicolas Trigault (1577-1628), noto per le sue eccellenti doti di latinista, come procuratore (reclutatore e rappresentante) della Missione in Cina sul Continente Europeo. Uno dei suoi compiti più importanti era portare i diari di Ricci in Europa e pubblicarli in un libro dopo averli tradotti in latino, dopo averli riordinati e ampliati.
Trigault fece rotta da Macao verso l'India il 9 febbraio 1613 e iniziò a lavorare sul manoscritto già a bordo della nave. Altri compiti gli impedirono di proseguire il lavoro durante il viaggio di terra verso l'Europa (attraverso il Golfo Persico, la Persia e l'Egitto) e le sue trattative con i dirigenti gesuiti a Roma; ma riuscì a completare la sua opera nel 1615, quando il libro fu pubblicato ad Augusta in 645 pagine, con l'aggiunta dell'introduzione e di un indice. La prefazione di Trigault era datata 14 gennaio 1615.

Ne successivi sei anni furono realizzate traduzioni in francese, tedesco, spagnolo e italiano. La traduzione in volgare italiano si propose di diffondere la virtù di governo cinese nel Regno di Napoli e nell'Italia del tempo.
Il testo originale di Ricci non fu pubblicato fino alla pubblicazione delle Opere storiche del P. Matteo Ricci, S.J., pubblicate in due volumi nel 1911 e nel 1913. Questa edizione, preparata dallo storico gesuita italiano Pietro Tacchi Venturi, conteneva il testo originale di Ricci, con il titolo Commentarj della Cina e le lettere di Ricci dalla Cina. Tuttavia, la mancanza di conoscenza del cinese da parte di Venturi rese necessaria un'altra edizione meglio annotata dei manoscritti di Ricci (conosciuta come Fonti Ricciane) pubblicata dal P. Pasquale d'Elia (1890-1963) circa 30 anni dopo, negli anni '40. Le note fornite da d'Elia (lui stesso missionario gesuita Cina) contenevano la trascrizione standard (Wade-Giles) dei caratteri del cinese e caratteri cinesi per i nomi e le parole cinesi che apparivano nel testo di Ricci (e di Ricci-Trigault) nella trascrizione originale di Ricci.

## La Cina nel libro di Ricci
Mentre l'ambito enciclopedico del De Christiana expeditione... può essere paragonato a quello del Milione Marco Polo, o della Historia ... del gran reyno de la China (1585) di Juan González de Mendoza, il suo contenuto rivela la ben più stretta familiarità dell'autore con la lingua, la cultura e gli abitanti della Cina di quella del viaggiatore veneziano del XIII secolo o del vescovo messicano del XVI secolo, a causa delle esperienze personali di Ricci e del suo studio approfondito della letteratura cinese.
Nel suo libro, Ricci offre una breve panoramica della storia e della geografia della Cina. Parla della sua industria e agricoltura, spiegando l'utilizzo del bambù, il sistema di estrazione del carbone, la produzione e il consumo di tè e la tecnologia della laccatura. Descrive l'architettura, la musica e il teatro cinesi (a lui non piacevano gli ultimi due) e la pratica, che Ricci riteneva molto fastidiosa, di lunghi banchetti, accompagnati da spettacoli teatrali. Racconta al lettore dell'uso di sigilli per firmare e del Wénfángsìbǎo; dei ventagli dipinti artisticamente (il cui ruolo in Cina è paragonabile a quello dei guanti nell'Europa della sua epoca) e della sorprendente somiglianza tra la mobilia cinesi e quella europea (entrambe le regioni utilizzano sedie, tavoli e letti, a differenza della maggior parte delle altre regioni dell'Eurasia). Conclude la sua descrizione generalmente elogiativa della cultura materiale della Cina con il pensiero: "Si può raccogliere da quanto è stato detto che ci sono numerosi punti di contatti vantaggiosi tra noi e il popolo cinese."
Parlando della lingua, Ricchi offre una breve panoramica del sistema di scrittura cinese e della grande distanza tra il cinese letterario e la lingua parlata, nonché del fatto che il cinese letterario era all'epoca utilizzato in Cina, Giappone, isole Ryukyu, Corea e Vietnam (Cochin), come mezzo per i contatti tra i paesi della regione.
Commenta la varietà dei dialetti cinesi e l'esistenza del Guanhua (il predecessore della lingua cinese standard), che riteneva universalmente noto alle classi colte in tutto l'impero.
Ricci presta molta attenzione al sistema educativo cinese e al meccanismo degli esami imperiali che serviva a formare la classe dirigente dell'impero (i c.d.burocrati letterati), nonché al sistema di amministrazione dello stato. Egli osserva che, a differenza delle monarchie europee del tempo, l'impero Ming proibiva a tutti i parenti maschi dell'imperatore di occupare qualsiasi incarico ufficiale o addirittura di lasciare i loro feudi senza permesso e disapprova grandemente l'uso degli eunuchi, classe "non istruita e allevata in una condizione di schiavitù perpetua", nell'amministrazione dello stato.
Ricci considera "fonte di rammarico che [i cinesi] non si liberino" dai lunghi e complessi cerimoniali utilizzati nelle relazioni tra superiori e inferiori o anche tra amici.

## La visione di Ricci delle religioni cinesi
L'atteggiamento di Ricci nei confronti delle credenze e dei riti religiosi (o civici) della Cina è sfumato. Scredita il Buddhismo e il Taoismo come un "innaturale e orribile culto idolatrico", ma considera l'insegnamento di Confucio una dottrina morale, piuttosto che religiosa, e perfettamente compatibile o addirittura complementare al Cristianesimo.

### Buddhismo
Ricci si riferisce al buddismo cinese come la "setta ... conosciuta come Sciequia (释迦牟尼, Shijiamouni, Shakyamuni) o Omitose (阿弥陀佛, Amituo Fo, Amitābha)", ed è consapevole del fatto che venne portata dall'India, presumibilmente dopo che un l'imperatore ebbe un sogno profetico nel 65 d.C.
Ricci individua nelle credenze buddiste una serie di concetti che considera influenzati dal pensiero occidentale: il concetto buddista di trasmigrazione delle anime è simile a quello di Pitagora, e anche i Cinque elementi cinesi non sono altro che un'estensione "folle" dei Quattro elementi occidentali. Inoltre, l'autore gesuita nota una serie di somiglianze tra pratiche buddiste e cristiane: l'esistenza di premi e punizioni nell'aldilà, l'esistenza del monachesimo e l'apprezzamento del celibato, strette similitudini tra il canto buddista e il canto gregoriano, paramenti sacri, e persino l'esistenza nella dottrina buddista di "una specie di trinità in cui tre divinità diverse sono fuse in un'unica divinità".
Ricci spiega le somiglianze ipotizzando un'influenza cristiana sul buddismo trasmesso dagli indiani ai cinesi nel I secolo d.C., in particolare dovuto alla predicazione di Bartolomeo Apostolo nell'India settentrionale.
Ricci pensava che forse il sogno dell'imperatore nel 65 d.C., o semplicemente "informazioni sulle verità contenute nel Vangelo cristiano", avessero spinto l'imperatore a diffondere il cristianesimo nel paese. Tuttavia, "i cinesi hanno ricevuto una falsa dottrina al posto della Verità che stavano cercando".
Ricci considerava i monaci buddisti ("Osciami": 和尚们) "vili e abietti".

### Taoismo
Ricci fornisce una breve descrizione dei Tausu (道士, ''Daoshi''), i seguaci di Lauzu (Laozi), e dei loro libri "scritti in uno stile letterario piuttosto elegante". Egli menziona i loro tre principali dei, che, per lui, come la "trinità buddista" che aveva menzionato, sono espressione della perseveranza del "padre della menzogna" che persevera nel "suo ambizioso desiderio di rendersi simile a Dio".
Ricci racconta anche la storia dell'"attuale signore regnante del cielo" Ciam (Zhang) che ha usurpato quella posizione dal precedente Signore, Leu (Liu) e menziona "coloro che sono stati portati fisicamente in cielo". Altrove, il Ciam è descritto come "il sommo sacerdote originale" del Taoismo, forse con riferimento a Zhang Daoling.

### Confucianesimo
D'altra parte, egli ritiene che l'insegnamento di Confucio sia di natura morale piuttosto che religiosa e lo considera perfettamente compatibile o addirittura complementare al cristianesimo.

### Pratiche occulte
Ricci critica fortemente l'alchimia, la chiromanzia, l'astrologia e la geomanzia come "assurde superstizioni" dei pagani.
Ricci è infastidito dalla "dipendenza" di molti cinesi istruiti dall'alchimia (con l'obiettivo di prolungare la vita o convertire i metalli senza valore in argento), in particolare perché un certo numero di persone che incontrava si rivolgeva a lui per una ragione sbagliata: sperando di imparare il segreto della conversione mercurio in argento. Quella credenza, come spiegava lo stesso Ricci, era basata sull'osservazione che i portoghesi compravano molto mercurio in Cina, lo esportavano e riportavano l'argento nel paese.
De Christiana expeditione apud Sinas potrebbe essere il primo libro a parlare agli europei del feng shui (geomanzia). Il racconto di Ricci parla di maestri del feng shui (geologi, in latino) che studiano il sito di futuri cantieri o sepolture "facendo riferimento alla testa e alla coda e ai piedi dei particolari draghi che si suppone dimorino in quel punto". Ricci paragonava la "scienza recondita" della geomanzia a quella dell'astrologia, vedendola come un'altra superstizione assurdissima: "Cosa potrebbe essere più assurdo della loro idea che la sicurezza di una famiglia, gli onori e la loro intera esistenza debbano dipendere da se una porta si apre da una parte o dall'altra, se la pioggia cade in un cortile da destra o da sinistra, se una finestra si apre di qua o di là o un tetto è più alto di un altro?"

## Edizioni
- (LA) Nicolas Trigault, De Christiana expeditione apvd Sinas svscepta ab Societate Iesv ex P. Matthæi Riccij eiusdem societatis commentarijs libri V ad S. D. N. Pavlvm V.: in quibus Sinensis regni mores, leges atque instituta & noua illius ecclesiæ difficillima primordia accurate & summa fide describuntur, Augustae Vind., Apud Christoph. Mangium, 1615. URL consultato il 10 giugno 2019.